# Semiothisa wollastoni
Semiothisa wollastoni är en fjärilsart som beskrevs av Rothschild 1915. Semiothisa wollastoni ingår i släktet Semiothisa och familjen mätare. Inga underarter finns listade i Catalogue of Life.